# كروم ستوديوز
كروم ستوديوز (بالإنجليزية: Krome Studios Pty Ltd.)‏، هي شركة أسترالية لصناعة وتطوير ألعاب الفيديو والبرامج الحاسوبية والصناعات الترفيهية، أسست سنة 1999م.

## وصلة خارجية
- Krome Studios website